# Fabrizio Von Nacher
Fabrizio Von Nacher Suess, né le 28 juillet 1993 à San Pedro Garza García, est un coureur cycliste mexicain. Il participe à des compétitions sur route et sur piste. 

## Palmarès sur route

### Par années
- 2012
  -  Médaillé de bronze du championnat panaméricain sur route espoirs
- 2014
  - 2e étape de la Valley of the Sun Stage Race
  - Classement général du Tulsa Tough
  - 2e de la Valley of the Sun Stage Race
  - 3e du Tour de Murrieta
  - 3e du Dana Point Grand Prix
- 2015
  - 5e étape du Nature Valley Grand Prix
  - 2e du championnat du Mexique sur route espoirs

### Classements mondiaux
| Année            | 2012 | 2013 | 2014 | 2015 |
| ---------------- | ---- | ---- | ---- | ---- |
| UCI America Tour | 247e |      |      | 422e |

## Palmarès sur piste

### Championnats panaméricains
- Mar del Plata 2012
  -  Médaillé d'argent de la course aux points.
- Aguascalientes 2016
  - Dixième de la course aux points[3].

### Championnats nationaux
- 2012
  -  Champion du Mexique de l'omnium
  - 2e du championnat du Mexique de poursuite par équipes
- 2021
  - 2e du championnat du Mexique de poursuite par équipes